# Mylaine Tarrieu
Mylaine Tarrieu (Le Lamentin, 3 gennaio 1995) è una calciatrice francese, di ruolo attaccante.

## Carriera

### Club
Mylaine Tarrieu cresce nell'isola di Martinica, nelle Antille, regione e dipartimento d'oltremare francese, avvicinandosi al calcio in giovane età e tesserandosi con l'Union des Jeunes de Monnerot, società con sede a Le Robert, dove inizia a giocare all'età di 9 anni, frequentando anche il Racing Club de Rivière-Pilote, società polisportiva dell'omonimo centro abitato.
Le qualità espresse nel gioco attirarono l'attenzione degli osservatori dell'Olympique Lione che le propongono di tesserarsi con il club francese per giocare nelle proprie formazioni giovanili, convincendola a lasciare le Antille per l'Europa all'età di 15 anni.
Dal 2010 veste la maglia della società dell'omonima città allora capoluogo del dipartimento del Rodano, giocando nella formazione Under-19 che, battendo per 2-1 in finale le rivali del Paris Saint-Germain, conquista il Challenge National U19 Féminin al termine della stagione 2013-2014.
Inserita in rosa con la prima squadra che disputa la Division 1 Féminine, il massimo livello del campionato francese femminile di calcio, fa il suo debutto durante la stagione 2014-2015, con una presenza in campionato e una in Coppa di Francia, condividendo così con le compagne il titolo di campione di Francia e Coppa di Francia. Dalla stagione successiva viene regolarmente impiegata e fa il suo debutto in UEFA Women's Champions League, riuscendo a vincere nuovamente campionato e Coppa di Francia e unendo al suo personale palmarès anche la Coppa UEFA.
Durante la sosta natalizia della stagione 2017-2018 ha lasciato l'Olympique Lione per trasferirsi al Bordeaux.

### Nazionale
Nel 2014 Tarrieu viene convocata dalla Federcalcio francese (FFF), inserita in rosa nella formazione formazione under 20 per la doppia amichevole con gli Stati Uniti d'America del 10 e 13 giugno 2014, in preparazione al Mondiale under 20 di Canada 2014. Nuovamente inserita in rosa, durante il mondiale contribuisce a vincere il gruppo D, a raggiungere la finale per il terzo posto. Dopo aver battuto ai rigori le Sudcoreane ai quarti di finale, ma venendo battute dalla Germania che si aggiudicherà il torneo, la Francia riesce a superare per 3-2 le avversarie della Corea del Nord.
Nel 2016 viene nuovamente convocata per indossare la maglia della nazionale B in un ciclo di amichevoli sotto la direzione di Jean-François Niemezcki e da Philippe Bergerôo, selezionatore della nazionale A, che la inserisce in rosa per sostituire l'infortunata Claire Lavogez nella fase di qualificazione all'Europeo dei Paesi Bassi 2017.

## Statistiche

### Presenze e reti nei club
| Stagione               | Squadra                | Campionato             | Campionato | Campionato | Coppe nazionali | Coppe nazionali | Coppe nazionali | Coppe continentali | Coppe continentali | Coppe continentali | Altre coppe | Altre coppe | Altre coppe | Totale | Totale | Totale |
| Stagione               | Squadra                | Comp                   | Pres       | Reti       | Comp            | Pres            | Reti            | Comp               | Pres               | Reti               | Comp        | Pres        | Reti        | Pres   | Reti   |        |
| ---------------------- | ---------------------- | ---------------------- | ---------- | ---------- | --------------- | --------------- | --------------- | ------------------ | ------------------ | ------------------ | ----------- | ----------- | ----------- | ------ | ------ | ------ |
| 2014-2015              | Olympique Lione        | D1                     | 1          | 0          | CF              | 1               | 0               | UWCL               | -                  | -                  | -           | -           | -           | 2      | 0      |        |
| 2015-2016              | Olympique Lione        | D1                     | 12         | 0          | CF              | 4               | 0               | UWCL               | 2                  | 0                  | -           | -           | -           | 18     | 0      |        |
| 2016-2017              | Olympique Lione        | D1                     | 9          | 3          | CF              | 2               | 0               | UWCL               | 3                  | 2                  | -           | -           | -           | 14     | 5      |        |
| 2016-2017              | Olympique Lione        | D1                     | 1          | 0          | CF              | -               | -               | UWCL               | 1                  | 0                  | -           | -           | -           | 2      | 0      |        |
| Totale Olympique Lione | Totale Olympique Lione | Totale Olympique Lione | 23         | 3          | -               | 7               | 0               | -                  | 6                  | 2                  | -           | -           | -           | 36     | 5      |        |
| 2017-2018              | Bordeaux               | D1                     | 9          | 0          | CF              | 1               | 1               | -                  | -                  | -                  | -           | -           | -           | 10     | 1      |        |
| 2018-2019              | Bordeaux               | D1                     | 3          | 1          | CF              | -               | -               | -                  | -                  | -                  | -           | -           | -           | 3      | 1      |        |
| 2019-2020              | Bordeaux               | D1                     | -          | -          | CF              | -               | -               | -                  | -                  | -                  | -           | -           | -           | -      | -      |        |
| 2020-2021              | Digione                | D1                     | 9          | 1          | CF              | 1               | 0               | -                  | -                  | -                  | -           | -           | -           | 10     | 1      |        |
| 2021-2022              | Digione                | D1                     | 18         | 0          | CF              | 1               | 0               | -                  | -                  | -                  | -           | -           | -           | 19     | 0      |        |
| Totale Digione         | Totale Digione         | Totale Digione         | 27         | 1          | -               | 2               | 0               | -                  | -                  | -                  | -           | -           | -           | 29     | 1      |        |
| 2022-2023              | Rodez                  | D1                     | 15         | 1          | CF              | 1               | 0               | -                  | -                  | -                  | -           | -           | -           | 16     | 1      |        |
| 2023-2024              | Bordeaux               | D1                     | 9          | 0          | CF              | -               | -               | -                  | -                  | -                  | -           | -           | -           | 9      | 0      |        |
| Totale Bordeaux        | Totale Bordeaux        | Totale Bordeaux        | 21         | 1          | -               | 1               | 1               | -                  | -                  | -                  | -           | -           | -           | 22     | 2      |        |
| Totale carriera        | Totale carriera        | Totale carriera        | 86         | 6          | -               | 11              | 1               | -                  | 6                  | 2                  | -           | -           | -           | 103    | 9      |        |

## Palmarès

### Club

#### Competizioni nazionali
- Campionato francese: 3

Olympique Lione: 2014-2015, 2015-2016, 2016-2017
- Coppa di Francia: 3

Olympique Lione: 2014-2015, 2015-2016, 2016-2017
- Challenge National U19 Féminin: 1

Olympique Lione: 2013-2014

#### Competizioni internazionali
- UEFA Women's Champions League: 2

Olympique Lione: 2015-2016, 2016-2017